# 110 meter häck för herrar i friidrott vid olympiska sommarspelen 2016
Herrarnas 110 meter häcklöpning vid olympiska sommarspelen 2016, i Rio de Janeiro i Brasilien avgjordes den 15-16 augusti på Estádio Olímpico João Havelange.

## Medaljörer
| Spel           | Guld                | Silver                 | Brons                    |
| 110 meter häck | Omar McLeod Jamaica | Orlando Ortega Spanien | Dimitri Bascou Frankrike |

## Resultat

### Heat

#### Heat 1
| Placering | Bana | Idrottare      | Nation     | Tid            | Noteringar |
| --------- | ---- | -------------- | ---------- | -------------- | ---------- |
| 1         | 2    | Omar McLeod    | Jamaica    | 13,27          | Q          |
| 2         | 7    | Jeff Porter    | USA        | 13,50          | Q          |
| 3         | 9    | Jeffrey Julmis | Haiti      | 13,66          | Q          |
| 4         | 8    | Antwon Hicks   | Nigeria    | 13,70          | Q          |
| 5         | 4    | Yeison Rivas   | Colombia   | 13,84          |            |
| 6         | 6    | Wataru Yazawa  | Japan      | 13,89          |            |
| 7         | 3    | Kame Ali       | Madagaskar | 14,89          | SB         |
| –         | 5    | Alexander John | Tyskland   | DQ             | R168,7     |
|           |      |                |            | Vind: +0,1 m/s |            |

#### Heat 2
| Placering | Bana | Idrottare        | Nation   | Tid            | Noteringar |
| --------- | ---- | ---------------- | -------- | -------------- | ---------- |
| 1         | 8    | Orlando Ortega   | Spanien  | 13,32          | Q          |
| 2         | 3    | Balázs Baji      | Ungern   | 13,52          | Q          |
| 3         | 5    | Milan Trajkovic  | Cypern   | 13,59          | Q          |
| 4         | 2    | Johnathan Cabral | Kanada   | 13,63          | Q          |
| 5         | 9    | Jhoanis Portilla | Kuba     | 13,81          |            |
| 6         | 6    | Matthias Buhler  | Tyskland | 13,82          |            |
| 7         | 4    | Xaysa Anousone   | Laos     | 14,40          |            |
| –         | 7    | Deuce Carter     | Jamaica  | DQ             | R168,7     |
|           |      |                  |          | Vind: +0,4 m/s |            |

#### Heat 3
| Placering | Bana | Idrottare              | Nation                   | Tid            | Noteringar |
| --------- | ---- | ---------------------- | ------------------------ | -------------- | ---------- |
| 1         | 4    | Dimitri Bascou         | Frankrike                | 13,31          | Q          |
| 2         | 9    | Andrew Pozzi           | Storbritannien           | 13,50          | Q          |
| 3         | 6    | Andrew Riley           | Jamaica                  | 13,52          | Q          |
| 4         | 8    | João Vítor de Oliveira | Brasilien                | 13,63          | Q, SB      |
| 5         | 3    | Antonio Alkana         | Sydafrika                | 13,64          | q          |
| 6         | 2    | Petr Svoboda           | Tjeckien                 | 13,65          | q[a]       |
| 7         | 7    | Mikel Thomas           | Trinidad och Tobago      | 13,68          |            |
| 8         | 5    | Eddie Lovett           | Amerikanska Jungfruöarna | 13,77          |            |
|           |      |                        |                          | Vind: +1,4 m/s |            |

#### Heat 4
| Placering | Bana | Idrottare              | Nation      | Tid            | Noteringar |
| --------- | ---- | ---------------------- | ----------- | -------------- | ---------- |
| 1         | 2    | Konstadinos Douvalidis | Grekland    | 13,41          | Q          |
| 2         | 9    | Devon Allen            | USA         | 13,41          | Q          |
| 3         | 5    | Gregor Traber          | Tyskland    | 13,50          | Q          |
| 4         | 6    | Yordan O'Farrill       | Kuba        | 13,56          | Q          |
| 5         | 7    | Yidiel Contreras       | Spanien     | 13,62          | q          |
| 6         | 4    | Ronald Forbes          | Caymanöarna | 14,67          |            |
| 7         | 8    | Ahmad Hazer            | Libanon     | 15,50          |            |
| –         | 3    | Wilhem Belocian        | Frankrike   | DQ             | R162,7     |
|           |      |                        |             | Vind: +0,1 m/s |            |

#### Heat 5
| Placering | Bana | Idrottare               | Nation         | Tid            | Noteringar |
| --------- | ---- | ----------------------- | -------------- | -------------- | ---------- |
| 1         | 9    | Ronnie Ash              | USA            | 13,31          | Q          |
| 2         | 3    | Pascal Martinot-Lagarde | Frankrike      | 13,36          | Q          |
| 3         | 5    | Lawrence Clarke         | Storbritannien | 13,55          | Q          |
| 4         | 8    | Éder Antônio Souza      | Brasilien      | 13,61          | Q, SB      |
| 5         | 2    | Damian Czykier          | Polen          | 13,63          | q          |
| 6         | 7    | Milan Ristic            | Serbien        | 13,66          |            |
| 7         | 4    | Xie Wenjun              | Kina           | 13,69          |            |
| 8         | 6    | Sekou Kaba              | Kanada         | 13,70          |            |
|           |      |                         |                | Vind: −0,2 m/s |            |

#### Heat 6 Återkval
| Placering | Bana | Idrottare        | Nation     | Tid            | Noteringar |
| --------- | ---- | ---------------- | ---------- | -------------- | ---------- |
| 1         | 9    | Deuce Carter     | Jamaica    | 13,51          | q          |
| 2         | 4    | Yeison Rivas     | Colombia   | 13,87          |            |
| 3         | 6    | Wataru Yazawa    | Japan      | 13,88          |            |
| 4         | 8    | Matthias Buhler  | Tyskland   | 13,90          |            |
| 5         | 2    | Alexander John   | Tyskland   | 14,13          |            |
| –         | 7    | Jhoanis Portilla | Kuba       | DQ             | R168,7     |
| –         | 3    | Kame Ali         | Madagaskar | DNS            |            |
| –         | 5    | Xaysa Anousone   | Laos       | DNS            |            |
|           |      |                  |            | Vind: −0,1 m/s |            |

### Semfinaler

#### Semifinal 1
| Placering | Bana | Idrottare        | Nation         | Tid            | Noteringar |
| --------- | ---- | ---------------- | -------------- | -------------- | ---------- |
| 1         | 7    | Orlando Ortega   | Spanien        | 13,32          | Q          |
| 2         | 5    | Ronnie Ash       | USA            | 13,36          | Q          |
| 3         | 2    | Damian Czykier   | Polen          | 13,50          |            |
| 4         | 6    | Balázs Baji      | Ungern         | 13,52          |            |
| 5         | 4    | Andrew Pozzi     | Storbritannien | 13,67          |            |
| 6         | 3    | Deuce Carter     | Jamaica        | 13,69          |            |
| 7         | 8    | Yordan O'Farrill | Kuba           | 13,70          |            |
| –         | 9    | Jeffrey Julmis   | Haiti          | DQ             | R168,7     |
|           |      |                  |                | Vind: +0,5 m/s |            |

#### Semifinal 2
| Placering | Bana | Idrottare               | Nation         | Tid            | Noteringar |
| --------- | ---- | ----------------------- | -------------- | -------------- | ---------- |
| 1         | 7    | Omar McLeod             | Jamaica        | 13,15          | Q          |
| 2         | 5    | Pascal Martinot-Lagarde | Frankrike      | 13,25          | Q          |
| 3         | 6    | Devon Allen             | USA            | 13,36          | q          |
| 4         | 9    | Johnathan Cabral        | Kanada         | 13,41          | q          |
| 5         | 4    | Gregor Traber           | Tyskland       | 13,43          |            |
| 6         | 8    | Lawrence Clarke         | Storbritannien | 13,46          |            |
| 7         | 2    | Antonio Alkana          | Sydafrika      | 13,55          |            |
| 8         | 1    | Petr Svoboda            | Tjeckien       | 13,67          |            |
| 9         | 3    | João Vítor de Oliveira  | Brasilien      | 13,85          |            |
|           |      |                         |                | Vind: −0,1 m/s |            |

#### Semifinal 3
| Placering | Bana | Idrottare              | Nation    | Tid            | Noteringar |
| --------- | ---- | ---------------------- | --------- | -------------- | ---------- |
| 1         | 5    | Dimitri Bascou         | Frankrike | 13,23          | Q          |
| 2         | 8    | Milan Trajkovic        | Cypern    | 13,31          | Q          |
| 3         | 4    | Jeff Porter            | USA       | 13,45          |            |
| 4         | 6    | Andrew Riley           | Jamaica   | 13,46          |            |
| 5         | 7    | Konstadinos Douvalidis | Grekland  | 13,47          |            |
| 6         | 3    | Yidiel Contreras       | Spanien   | 13,54          |            |
| 7         | 2    | Antwon Hicks           | Nigeria   | 14,26          |            |
| –         | 9    | Éder Antônio Souza     | Brasilien | DQ             | R168,7     |
|           |      |                        |           | Vind: +0,3 m/s |            |

### Final
| Placering | Bana | Idrottare               | Nation    | Tid            | Noteringar |
| --------- | ---- | ----------------------- | --------- | -------------- | ---------- |
| 1         | 5    | Omar McLeod             | Jamaica   | 13,05          |            |
| 2         | 7    | Orlando Ortega          | Spanien   | 13,17          |            |
| 3         | 6    | Dimitri Bascou          | Frankrike | 13,24          |            |
| 4         | 4    | Pascal Martinot-Lagarde | Frankrike | 13,29          |            |
| 5         | 3    | Devon Allen             | USA       | 13,31          |            |
| 6         | 2    | Johnathan Cabral        | Kanada    | 13,40          |            |
| 7         | 8    | Milan Trajkovic         | Cypern    | 13,41          |            |
| –         | 9    | Ronnie Ash              | USA       | DQ             | R168,7     |
|           |      |                         |           | Vind: +0,2 m/s |            |